# Presentismo
Nella filosofia del tempo, il cosiddetto presentismo è la convinzione che esista solo il presente, mentre il futuro e il passato o sono irreali o se ne può debitamente prescindere, in quanto inutili perché privi di valore euristico.

## Caratteristiche
Le entità "passato" e "futuro" a livello filosofico vanno, secondo i sostenitori di quest'approccio gnoseologico, considerate come costrutti logici o finzioni. In alcune versioni del presentismo, questa convinzione si estende ad oggetti atemporali o idee (ad esempio i numeri) diventando una sorta di attualismo. Secondo il presentismo, gli eventi e le entità che sono totalmente nel passato o totalmente nel futuro non esistono affatto.
La declinazione di questo approccio, in termini di antropologia culturale, non è meno dirompente: «la contrazione del tempo storico all'interno di un orizzonte concettuale ed esistenziale in cui tutto, ogni evento, ogni fatto, appare schiacciato e simultaneo. Una condizione socio-culturale recente, favorita secondo molti osservatori dal diffondersi su scala globale della comunicazione digitale e delle nuove tecnologie informatiche».

## Eternalismo
Il presentismo è opposto all'eternalismo ( o Block Universe) , ossia alla tesi secondo cui gli eventi del passato, del presente e del futuro esistono tutti eternamente (ma non contemporaneamente). Ad esempio la battaglia di Manzicerta, oppure esseri defunti come il cavallo Bucefalo di Alessandro Magno, esisterebbero tuttora. Lo stesso tipo di esistenza non intensiva (non qui ed ora) varrebbe anche per tutti gli esseri ed eventi futuri.
L'eternalismo è esemplificato in fisica dalla teoria dell'universo a blocco, in cui tutti gli eventi dello spaziotempo di Minkowski sono ontologicamente equivalenti.
L'universo a blocco è descritto come un unico blocco quadridimensionale dello spaziotempo, contenente tutti gli eventi che sono accaduti, accadono e accadranno, secondo la nostra usuale percezione del tempo.
(Albert Einstein, Lettera alla moglie di Michele Besso, 1955)

## Nella cultura di massa
La “semplificazione presentista del tempo” si riscontrerebbe anche nella post-verità, che si vale di "temporalità atrofizzate in una sorta di permafrost astorico e gaudente (...) dentro un sistema irriflesso istintivo e istantaneo come quello dei flussi monetari, mercantili, consumistici ed emozionali".